# Aguri Shimizu
Pour les articles homonymes, voir Shimizu.
Aguri Shimizu (清水 亜久里, Shimizu Aguri), né le 9 mars 1992 à Myōkō, est un spécialiste japonais du combiné nordique.

## Carrière
Il apparaît pour la première fois en Coupe du monde en janvier 2009 à Val di Fiemme, avant sa participation aux Championnats du monde junior, où il est huitième. Il concourt régulièrement à ce niveau à partir de la saison 2015-2016, où il marque ses premiers points à Val di Fiemme. Entre-temps, il remporte la médaille d'or à la mass start à l'Universiade d'hiver de 2011 et de 2013.
En 2018, il obtient son premier podium en Coupe continentale à Nizhny Tagil. L'été qui suit, il monte sur un podium sur le Grand Prix à Planica.

## Vie personnelle
Il est étudiant en marketing à Université Senshu (en). Il est le frère de Reruhi Shimizu.

## Palmarès

### Coupe du monde

#### Différents classements en Coupe du monde
| Année     | Classement général final |
| 2015-2016 | 43e                      |
| 2016-2017 | 45e                      |
| 2017-2018 | 49e                      |
| 2017-2018 | 52e                      |

### Universiades
| Épreuve / Édition | Épreuve / Édition | Erzurum 2011 | Trente 2013 | Štrbské Pleso 2015 |
| Gundersen         | Gundersen         | 8e           | 3e          | -                  |
| Mass start        | Mass start        | 1re          | 1re         | 10e                |
| Par équipes       | Par équipes       | 5e           | 3e          | 2e                 |

### Championnat du Japon de combiné nordique
- Il remporte le titre en 2012 au championnat du Japon de combiné nordique[3].